# Dorans
Dorans település Franciaországban, Territoire de Belfort megyében. Lakosainak száma 823 fő (2022. január 1.). Dorans Argiésans, Brevilliers, Banvillars, Bermont, Botans és Sevenans községekkel határos.

## Népesség
A település népességének változása:
| Lakosok száma | 651  | 718  | 743  | 751  | 774  | 797  | 808  | 812  | 823  |
|               | 2013 | 2015 | 2016 | 2017 | 2018 | 2019 | 2020 | 2021 | 2022 |